# カトリック大分司教区
カトリック大分司教区（カトリックおおいたしきょうく、単に大分教区とも、英: Roman Catholic Diocese of Oita）は、大分、宮崎の両県を管轄区域とするキリスト教 カトリック教会の司教区。教区内にはキリシタン史跡や巡礼地が存在する（大分地区）。司教座聖堂（カテドラル）は大分教会（大分ザビエル聖堂）。

## 司教座聖堂
- 司教座 – カテドラル大分教会（大分ザビエル聖堂）

## 沿革
- 1846年（弘化3年） - 日本使徒座代理区が設立され、横浜に代理区長館が設置される。
- 1866年（慶応2年） - 代理区長館が長崎に移転。
- 1876年（明治9年） - 5月22日、日本使徒座代理区を日本北緯使徒座代理区（現在の東京教区）、日本南緯使徒座代理区の2区に分割。南緯代理区は近畿、中国、四国および九州 の各地方を管轄区域とした。
- 1888年（明治21年） - 南緯代理区より近畿、中国、四国の3地方は中部代理区として独立（現在の大阪教区）。
- 1891年（明治24年） - 6月15日、南緯代理区は 長崎教区に昇格。
- 1927年（昭和2年） - 3月18日、長崎教区より新設の鹿児島使徒座知牧区に鹿児島、沖縄の両県を委譲。同年7月16日、長崎教区より福岡、佐賀、熊本、宮崎、大分の5県が新設の福岡教区に委譲。
- 1928年（昭和3年） - 3月29日、福岡教区は宮崎、大分両県をサレジオ修道会に委託。
- 1935年（昭和10年） - 1月28日、宮崎、大分両県が、宮崎知牧区として独立。（独立当初より管轄地域に変更はない。）
- 1961年（昭和36年） - 12月22日、宮崎知牧区は大分教区に昇格[5]。

## 歴代知牧・司教（教区長）

### 知牧
- 初代 – ヴィンチェンツォ・チマッティ（サレジオ修道会） 1935年 – 1940年
- （使徒座管理） – フランシスコ出口一太郎 1940年 – 1945年
- （使徒座管理） – ドミニコ深堀仙右衛門 1946年 – 1961年

### 司教（教区長）
- 初代 – ペトロ平田三郎 1962年 – 1969年
- 2代 – ペトロ平山高明 1970年 – 2000年
- 3代 – ドミニコ宮原良治 2000年 – 2008年
- 4代 – パウロ浜口末男 2011年 – 2020年[6]
- 5代 –  スルピス森山信三 2022年 – [7]

## 所在地・交通アクセス
〒870-0035 大分県大分市中央町3-7-30（カトリック大分司教区事務所）
- JR「大分駅」下車座標: 北緯33度14分19.4秒 東経131度36分15.9秒 / 北緯33.238722度 東経131.604417度